# Macrocarpaea weaveri
Macrocarpaea weaveri là một loài thực vật có hoa trong họ Long đởm. Loài này được J.R.Grant mô tả khoa học đầu tiên năm 2003.